# حادثه تقاضای بازگشایی بندر هیوگو
حادثه تقاضای بازگشایی بندر هیوگو (به ژاپنی: 兵庫開港要求事件（ひょうごかいこうようきゅうじけん)، حادثه‌ای بود که در نوامبر ۱۸۶۵ میلادی رخ داد، زمانی که ناوگانی مرکب از بریتانیای کبیر، فرانسه و هلند به سواحل کوبه حمله کردند و با استفاده از قدرت نظامی خود خواستار تصویب پیمان پنج کشور آنسی و بازگشایی زودهنگام بندر هیوگو شدند. ایالات متحده ناوگانی اعزام نکرد، اما فرستاده‌اش آن را همراهی کرد و این حادثه همچنین به عنوان حادثه تهاجم ناوگان چهار کشور به دریای ستسو شناخته می‌شود.

## پیشینه
قرار بود بندر هیوگو (امروزه بندر کوبه) (که قبلاً اووادا نو توماری ja:大輪田泊 نام داشت) در سال ۱۸۶۳ طبق پیمان دوستی و تجارت بین ایالات متحده و ژاپن که در سال ۱۸۵۸ منعقد شده بود و پیمان‌هایی با سایر کشورها (معاهده‌های پنج کشور آنسی) افتتاح شود، اما امپراتور کومی، که به بیگانه‌هراسی معروف بود، قاطعانه با افتتاح بندر هیوگو که نزدیک کیوتو بود، مخالف بود. در نتیجه، شوگون‌سالاری هیئت اعزامی ژاپن به ایالات متحده آمریکا (سفارت بونکیو) را به اروپا (برای مذاکره در مورد تعویق افتتاح شهر و بنادر) اعزام کرد و تفاهم‌نامه لندن را با بریتانیا مبادله کرد و افتتاح بندر هیوگو را به مدت پنج سال به اول ژانویه ۱۸۶۸ موکول کرد.
در سال‌های ۱۸۶۳–۱۸۶۴، جنگ شیمونوسکی بین قلمرو چوشو و چهار کشور بریتانیای کبیر، فرانسه، هلند و ایالات متحده درگرفت و قلمرو چوشو که شکست خورده بود، مجبور به پرداخت ۳ میلیون دلار غرامت شد. با این حال، خاندان اربابی چوشو استدلال کرد که شوگون‌سالاری باید غرامت را بپردازد، زیرا شلیک توپ به کشتی‌های خارجی صرفاً مطابق با دستورهای شوگون‌سالاری برای اخراج بیگانگان بود و چهار کشور این استدلال را پذیرفتند. شوگون‌سالاری یا باید ۳ میلیون دلار را پرداخت می‌کرد یا پیشنهاد جدیدی ارائه می‌داد که رضایت چهار کشور را جلب کند.

## وقوع حادثه
فرستاده جدید بریتانیا، هری اسمیت پارکس، قصد داشت از این فرصت برای افتتاح بندر هیوگو در اسرع وقت و کسب مجوز سلطنتی از امپراتور استفاده کند. پارکس موافقت سه کشور دیگر را جلب کرد، یک ناوگان مشترک به هیوگو اعزام کرد (شوگون توکوگاوا ایموچی برای انجام لشکرکشی چوشو در اوساکا بود) و به شوگون‌سالاری فشار آورد (او دو سال قبل پیشنهاد داد که در ازای کاهش غرامت به میزان یک سوم، بندر هیوگو/بندر کوبه را افتتاح کند).
در ۱۳ سپتامبر ۱۸۶۵ (۱ نوامبر ۱۸۶۵)، ناوگانی متشکل از هشت کشتی (ایالات متحده این بار هیچ کشتی جنگی اعزام نکرد)، شامل چهار کشتی بریتانیایی (پرنسس رویال، لئوپارد، پلاروس و بونسِر)، سه کشتی فرانسوی (گوئریِر، دوپلکس و کانشان) و یک کشتی هلندی (زوتمن)، به فرماندهی دریاسالار کینگ، به همراه پارکس، وزیر فرانسه، لئون روشه، وزیر هلند، دیرک دو گراف ون پولسبروک و کاردار آمریکا، آنتون پورتمن، از یوکوهاما حرکت کردند و در روز ۱۶ از ماه نهم (۴ نوامبر) به بندر هیوگو رسیدند.
شوگون‌سالاری، مشاوران ارشد آبه ماساگای و ماتسومائه تاکاهیرو را از روز ۲۳ ماه نهم تقویم قدیم (۱۱ نوامبر میلادی) برای مذاکره با فرستادگان چهار کشور اعزام کرد. چهار کشور اصرار داشتند که اگر نتوانند به سرعت پاسخ قطعی در مورد افتتاح بندر هیوگو دریافت کنند، به این نتیجه خواهند رسید که شوگون‌سالاری توانایی اجرای این معاهده را ندارد و دیگر با شوگون‌سالاری مذاکره نخواهد کرد. در عوض، آنها از کاخ امپراتوری کیوتو بازدید کرده و مستقیماً با امپراتور مذاکره خواهند کرد. با توجه به موضع سختگیرانه چهار کشور، آبه و ماتسومائه دو روز بعد تصمیم گرفتند که اجازه دهند بندر بدون اجازه امپراتوری افتتاح شود. روز بعد، هیتوتسوباشی یوشینوبو به قلعه اوساکا رسید و استدلال کرد که امضای معاهده بدون اجازه امپراتوری غیرممکن است، اما آبه و ماتسومائه از عقب‌نشینی از باور خود مبنی بر اینکه اگر کشورهای خارجی شوگون‌سالاری را دور بزنند و مذاکره با دربار امپراتوری را آغاز کنند، شوگون‌سالاری سقوط خواهد کرد، خودداری کردند. دربار امپراتوری، آبه و ماتسومائه را به دلیل سرپیچی از فرمان امپراتوری توبیخ کرد، آنها را از درجه‌های رسمی‌شان خلع کرد و فرمان امپراتوری مبنی بر برکناری آنها از سمت‌هایشان صادر کرد؛ در روز ۲۹ از ماه نهم (۱۷ نوامبر)، دو مشاور ارشد از سمت‌های خود برکنار شدند.
در نتیجه، چهار کشور درخواست‌های قبلی خود را دوباره مطرح کردند و هشدار دادند که اگر ظرف ده روز پاسخی دریافت نشود، به منزله امتناع تلقی خواهد شد. در روز ۷ ماه دهم تقویم قدیم (۲۴ نوامبر)، شوگون‌سالاری به چهار کشور پاسخ داد و اظهار داشت که امپراتور کومی موافقت کرده است که این پیمان را تصویب کند. تاریخ افتتاحیه همان‌طور که در ابتدا برنامه‌ریزی شده بود، ۷ دسامبر، سال سوم عصر کیئو (دوره) (۱ ژانویه ۱۸۶۸)، باقی ماند و به تعویق نیفتاد، اما جلب رضایت امپراتور یک پیروزی دیپلماتیک برای چهار کشور محسوب می‌شد. در همان زمان، نرخ‌های تعرفه اصلاح شد و تأیید شد که شوگون‌سالاری ۳ میلیون دلار غرامت برای جنگ شیمونوسکی پرداخت خواهد کرد.

## تا زمان افتتاح بندر هیوگو (کوبه)
با این حال، اگرچه دربار امپراتوری معاهده‌های پنج کشور آنسی را تصویب کرد، اما همچنان از اعطای اجازه برای افتتاح بندر هیوگو خودداری کرد. مجوز افتتاح بندر هیوگو سرانجام در روز ۲۴ از ماه پنجم ۱۸۶۷ تقویم قدیم (۲۶ ژوئن ۱۸۶۷ میلادی)، حدود شش ماه قبل از تاریخ افتتاح به تعویق افتاده، اخذ شد. توکوگاوا یوشینوبو، که پانزدهمین شوگون شد، دو بار درخواست اجازه افتتاح بندر هیوگو را کرد، اما هر دو بار رد شد. یوشینوبو خود برای درخواست تشکیل شورای دربار به دربار امپراتوری رفت و سرانجام، در ۲۴ مه، مجوز اخذ شد.
در ۷ دسامبر ۱۸۶۷، بندر کوبه با لنگر انداختن ناوگان کشورهای مختلف در آنجا، برای عموم مردم گشوده شد. اندکی پس از آن، در ۳ ژانویه ۱۸۶۸ (۲۷ ژانویه ۱۸۶۸)، نبرد توبا-فوشیمی آغاز شد. در شب ۶ ژانویه (۳۰ ژانویه)، توکوگاوا یوشینوبو، که در این نبرد شکست خورده بود، موقتاً به کشتی جنگی آمریکایی ایروکوا [۱] که در سواحل هیوگو، جایی که بندر تازه افتتاح شده بود، لنگر انداخته بود، پناه برد و سپس با کشتی جنگی شوگون‌سالاری کایو مارو به ادو گریخت.
کمی پس از آن، در روز یازدهم از ماه اول تقویم قدیم ۱۸۶۸ (۴ فوریه ۱۸۶۸ میلادی)، حادثه کوبه رخ داد که در آن درگیری مسلحانه‌ای بین قلمرو بیزن و سربازانی از کشورهای مختلف که کشتی‌هایشان در کوبه لنگر انداخته بود، درگرفت.